# Sadleria souleytiana
Sadleria souleytiana là một loài thực vật có mạch trong họ Blechnaceae. Loài này được (Gaudich.) T. Moore miêu tả khoa học đầu tiên năm 1857.